# Collegiata di San Secondo

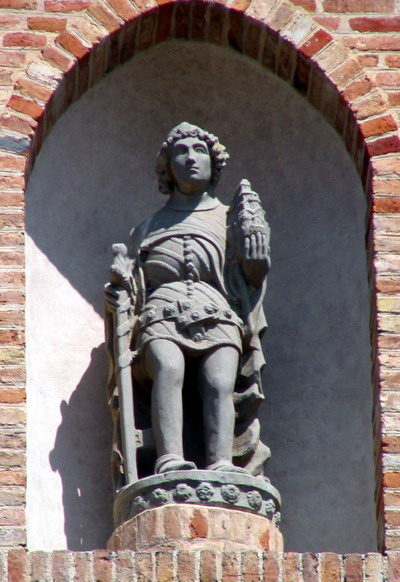
Collegiata di San Secondo, facciata, part. della statua del Santo

La Collegiata di San Secondo è una chiesa gotica tra le più antiche di Asti. Con l'adiacente sede comunale e prospiciente alla piazza omonima, costituisce il cuore della città. Dedicata a San Secondo, patrono della città, secondo la tradizione è sorta sul luogo del suo martirio e sepoltura.

## Storia
Non si conosce l'epoca certa della sua fondazione, il documento più antico che menziona la chiesa è del 1º agosto 880 e tratta di un placito in cui Baterico visconte astense nel periodo dei Supponidi accenna ad alcune proprietà della chiesa.
In un altro placito del 940 la chiesa diventata parrocchia all'inizio del secolo, era "extra muros", cioè fuori dal concentrico cittadino in quanto utilizzata come chiesa cimiteriale. Dopo le incursioni dei barbari nel IX e X secolo il corpo di san Secondo venne traslato presso la cattedrale all'interno della città. Non vi sono documenti certi di questo spostamento, ma in alcuni documenti dell'880, la cattedrale viene nominata come "Santa Maria Assunta e San Secondo".
Secondo l'Incisa, la traslazione avvenne sotto l'episcopato di Bruningo, anche se non vi sono documenti certi della cosa; è sicuramente grazie a questo vescovo, vissuto nel X secolo, che si procedette ai primi lavori di ampliamento della chiesa, trasformando così la fabbrica nel terzo polo nevralgico della città, insieme alla residenza fortificata vescovile, il Castelvecchio e la Cattedrale di Santa Maria Assunta.
Fin dall'XI secolo, la Collegiata del Santo risulta in primo piano nella politica astigiana, in questo senso, nessun potere vescovile riuscì a privarla di autonomia, diventando nei secoli il crogiuolo delle forze ed aspirazioni del comune, ma anche un'importante area di scambi e di attività economiche, tale da valerle il titolo di San Secondo "de mercato".
Il progressivo disinteresse dei vescovi alle vicende cittadine, fecero sì che i principali avvenimenti politici e commerciali della città avvenissero nella chiesa o nelle sue immediate vicinanze.
Nel 1256 il capitolo dei Canonici di San Secondo decretò l'inizio della costruzione della chiesa attuale. Rimase della vecchia costruzione solo l'imponente campanile romanico.
 I lavori proseguirono con alterne vicende per tutto il secolo, fino alla seconda metà del Trecento, appoggiati dai papi Alessandro IV, Niccolò III, Clemente VI, Eugenio IV.
Nel 1440, la chiesa fu ampliata con l'ultima campata prospiciente la piazza e la facciata fu terminata nel 1462.

## La cripta

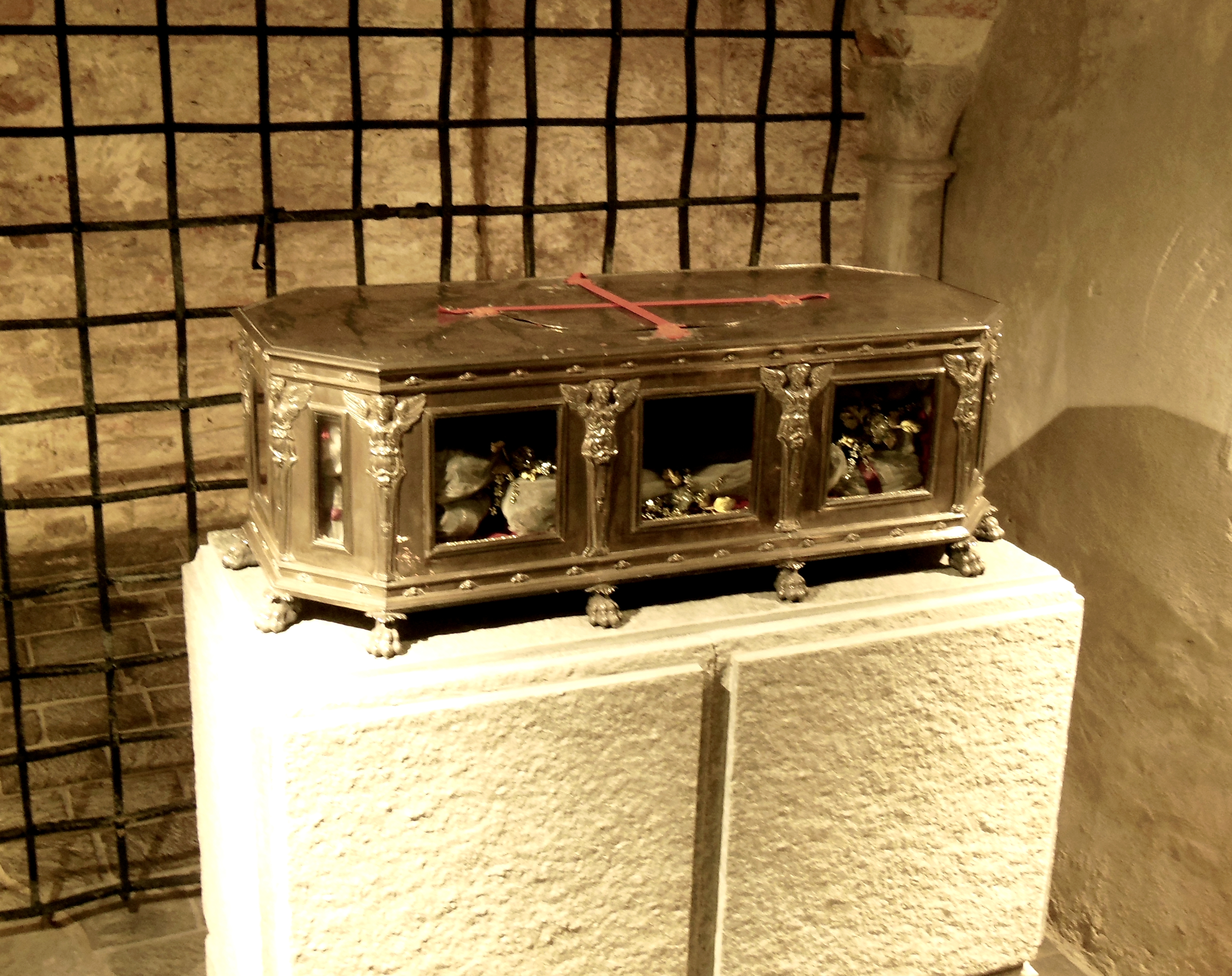
Il reliquario

Non è in alcun modo ricostruibile l'impianto pre-romanico della chiesa, salvo la presenza della cripta; la parte più antica risale al VI / VII secolo, costituita da quattro colonnine sormontate da capitelli ad imitazione corinzia a doppio ordine di foglie. Due muri laterali e due cancellate in ferro battuto delimitano la "cella confessionis", all'interno della quale è presente il reliquiario cinquecentesco, in argento, contenente le ossa del martire astigiano.
Secondo un processo tipicamente altomedievale, la presenza di reliquie in una chiesa aumentava o spostava il polo di attrattiva politico, demografico, commerciale, vicino alla stessa chiesa; si pensa che questo abbia contribuito a determinare l'insediamento della corte ducale longobarda, di cui si fa cenno in un documento del 940.

## La fabbrica
La chiesa ha pianta longitudinale, suddivisa in tre navate irregolari, di cui la centrale è la maggiore. La navata centrale termina con un'abside pentagonale.
La navata sinistra termina con un'abside piatta, mentre la destra è circolare. La facciata, con la tipica impostazione romanica a capanna suddivisa in tre parti, presenta al centro un rosone in laterizio con elementi rinascimentali. Le porte laterali sono cinquecentesche, il portone centrale è settecentesco.

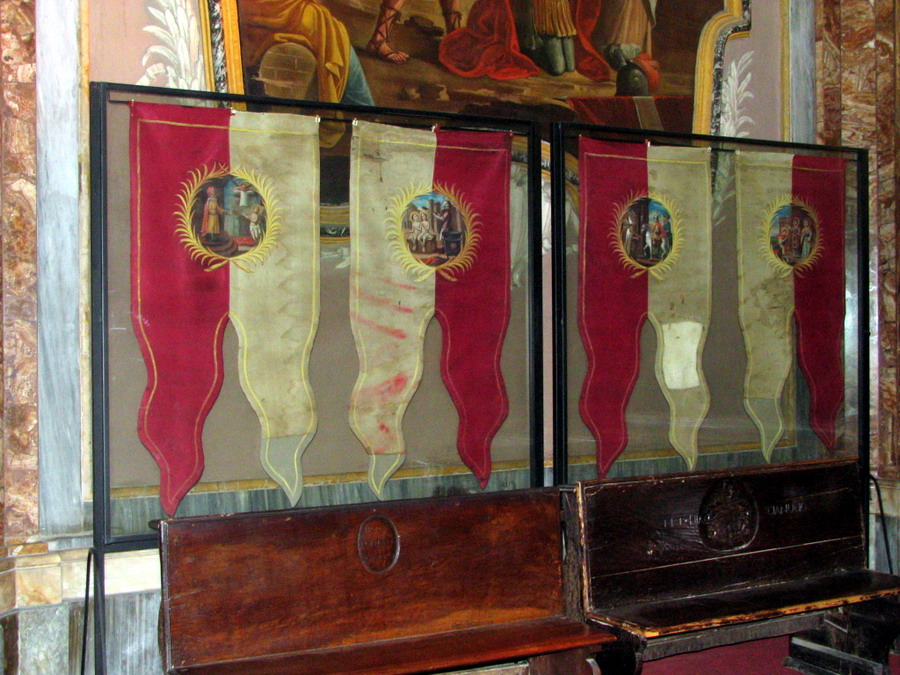
Cappella di San Secondo, le bandiere antiche

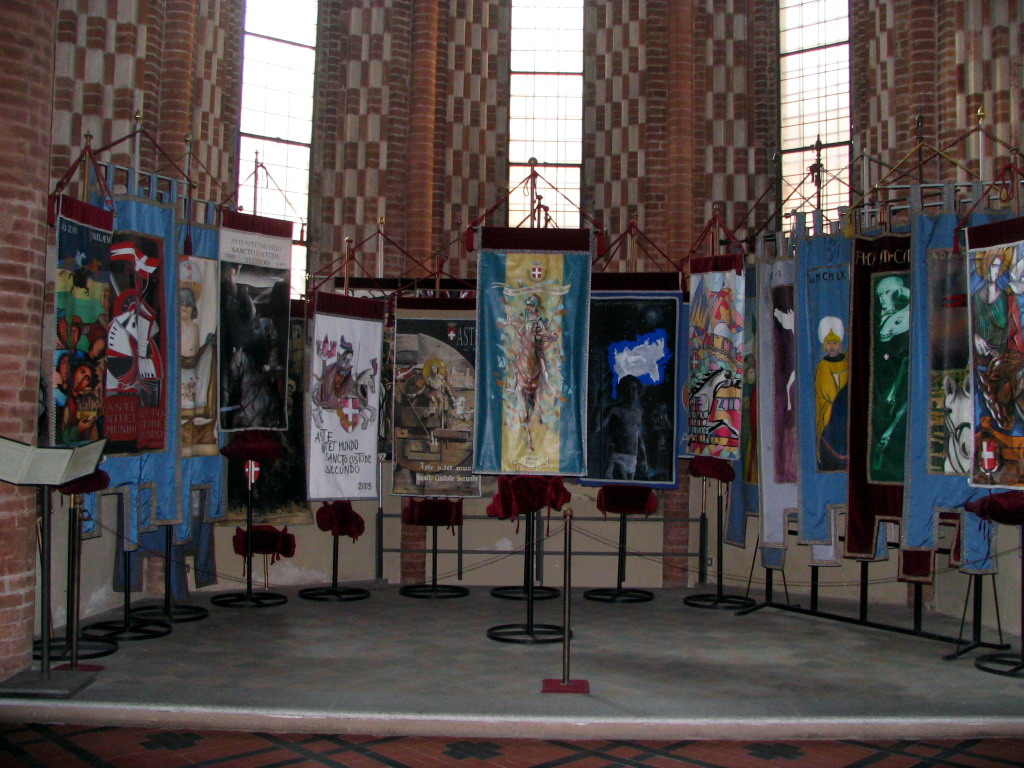
Cappella dei Palii del periodo moderno

## L'interno

### La cappella di San Secondo
Al fondo, a lato destro del presbiterio, vi è la cappella di San Secondo, un gioiello del barocco piemontese, affrescata da Golzio nel 1779, in cui vi è l'esposizione permanente delle bandiere e dei Palii antichi. L'esposizione, che resta aperta tutto l'anno, comprende:
- Quindici Palii antichi (1700-1870), recanti l'immagine del santo a cavallo e gli stemmi di casa Savoia.
- Dieci bandiere di seta, esposte sotto vetro, di colore bianco e rosso risalenti al 1600. Recano al centro scene della vita di San Secondo. Sono indubbiamente le più antiche bandiere di Asti.

### Navata sinistra
- Nella prima parete sono presenti due archi in laterizio e pietra arenaria di un precedente edificio medievale, era probabilmente, il passaggio attraverso il palazzo comunale.
- Nella seconda parete troviamo una preziosa tavola cinquecentesca di autore ignoto raffigurante la Natività con i Santi.
- Nella terza parete è collocato il grande polittico quattro-cinquecentesco di Gandolfino da Roreto o Gandolfino d'Asti, raffigurante l'adorazione dei Magi.

### Il Presbiterio
Ha subito notevoli modificazioni nei secoli, mantenendo prettamente un'impronta sei-settecentesca.
- Il coro in noce intagliato del 1600
- L'Altare in marmo nero di Mondovì e rosso di Francia, presenta al centro la statua di San Secondo.

### Navata destra
- Nella prima parete il carroccio per la corsa del Palio di Asti di settembre, e la serie dei palii del periodo "moderno" (dal 1967) donati alla Collegiata nella festa del Santo.
- Nelle cappelle laterali si notano frammenti di affreschi tre-quattrocenteschi, di cui uno attribuito alla scuola degli Zavattari.
- È anche presente un'altra opera di Gandolfino, raffigurante la Madonna di Loreto, proveniente dall'omonima Chiesa di Asti, ed acquistata sul mercato antiquario dalla Fondazione Cassa di Risparmio di Asti.

## Galleria d'immagini

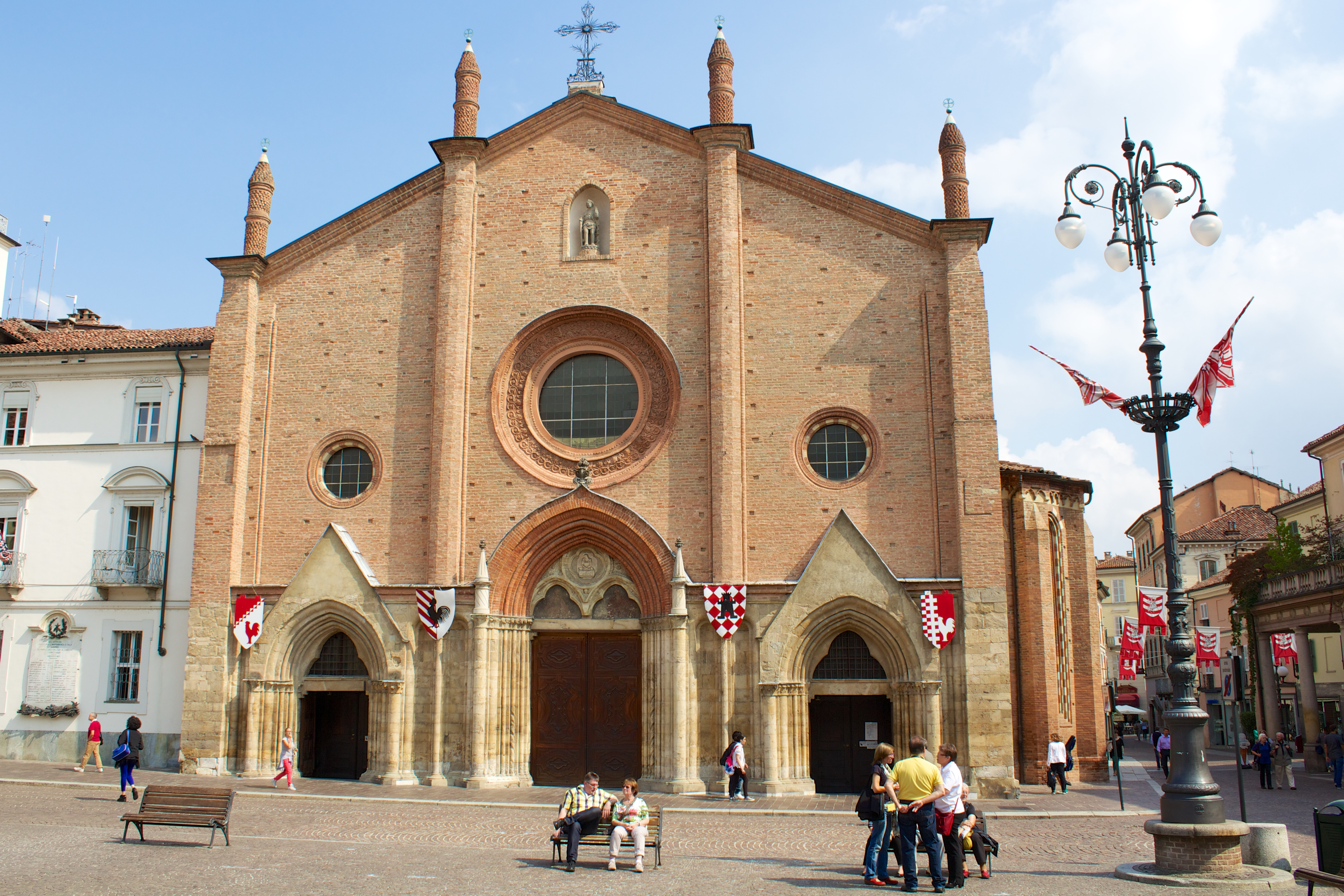
Facciata
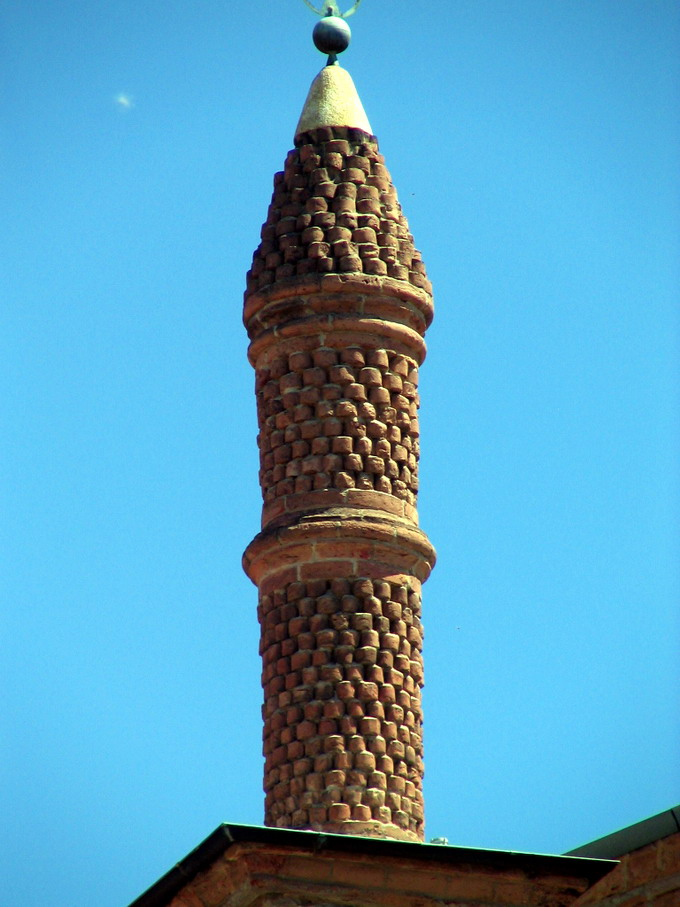
Particolare
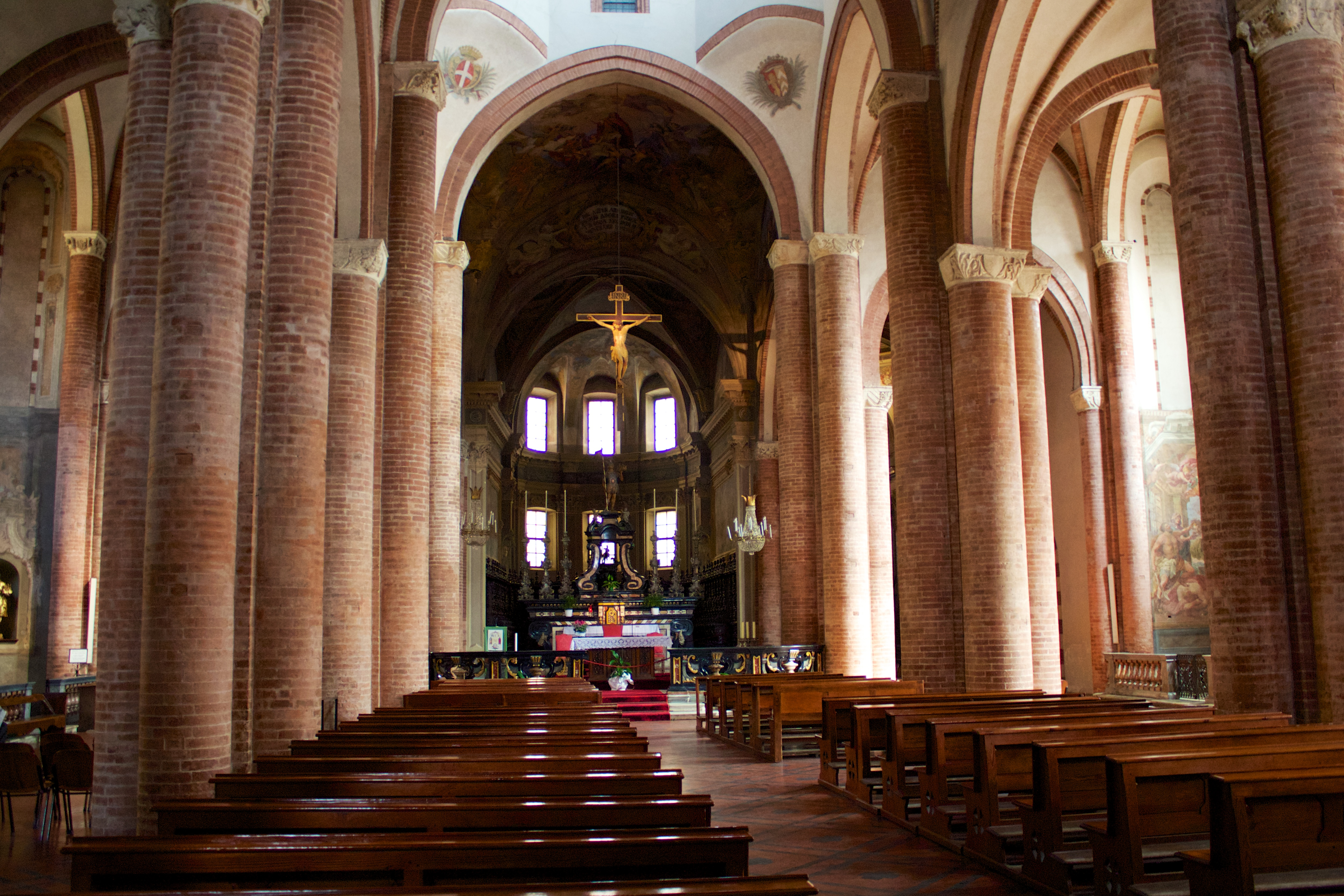
L'interno
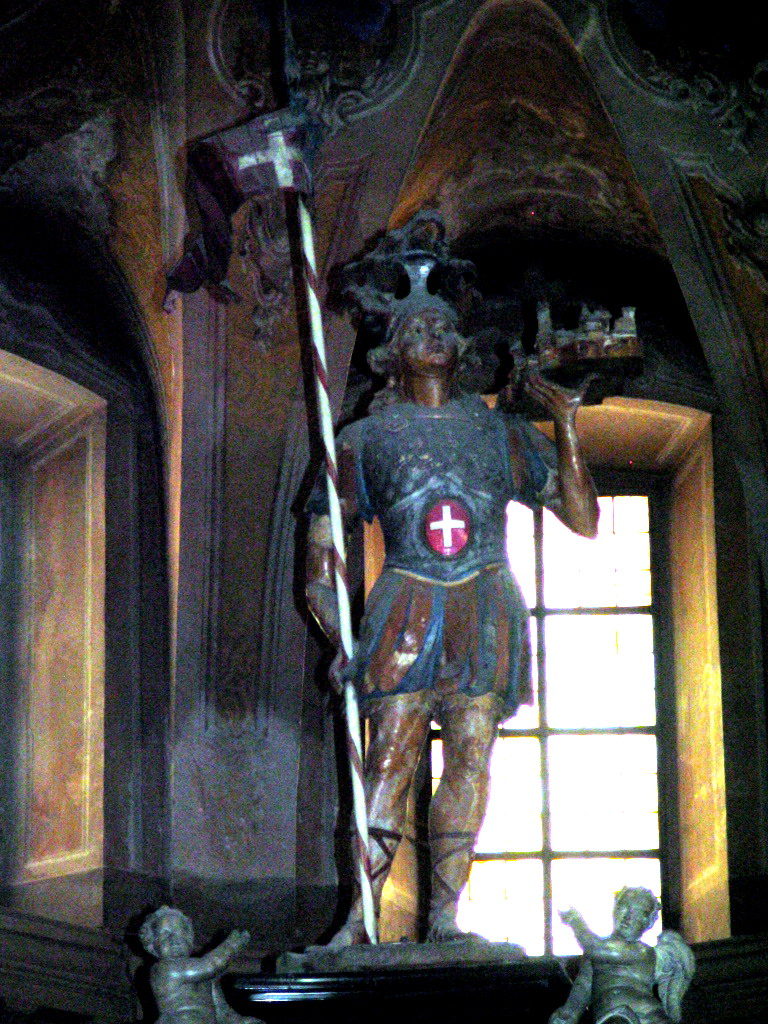
Altare maggiore, statua del Santo Patrono
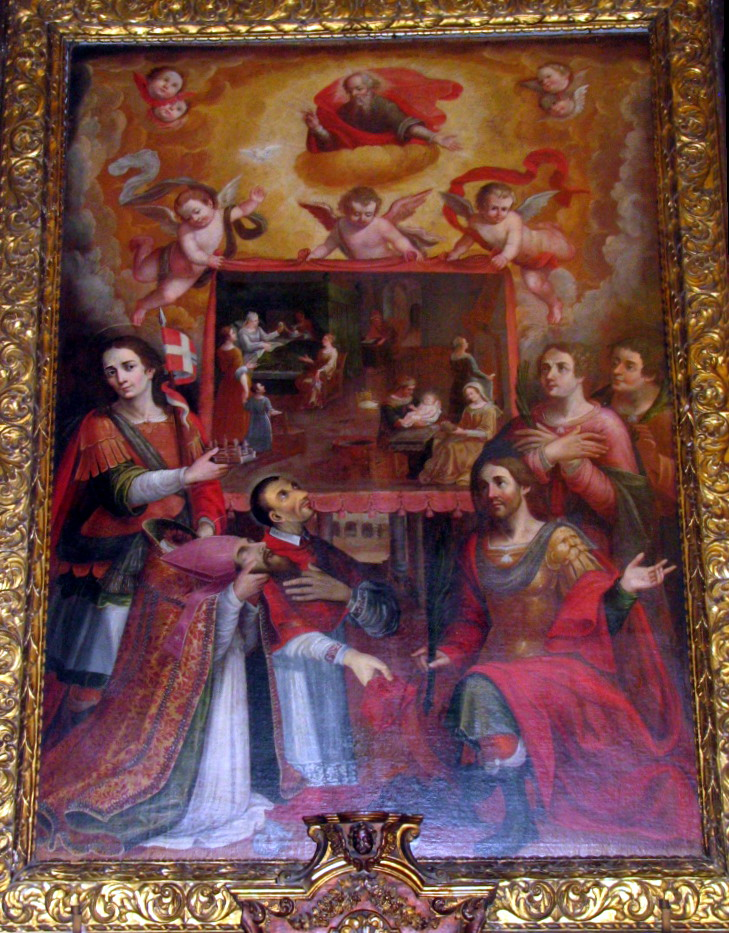
Cappella di San Giovanni
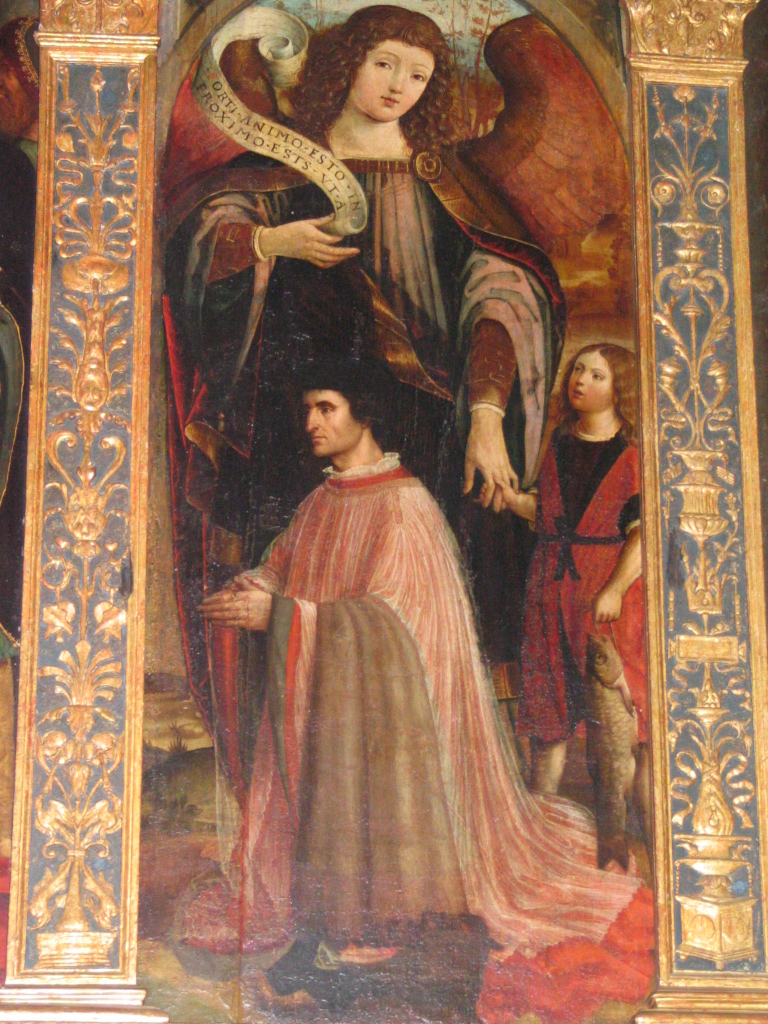
Pala di Gandolfino, l'adorazione dei Magi, particolare
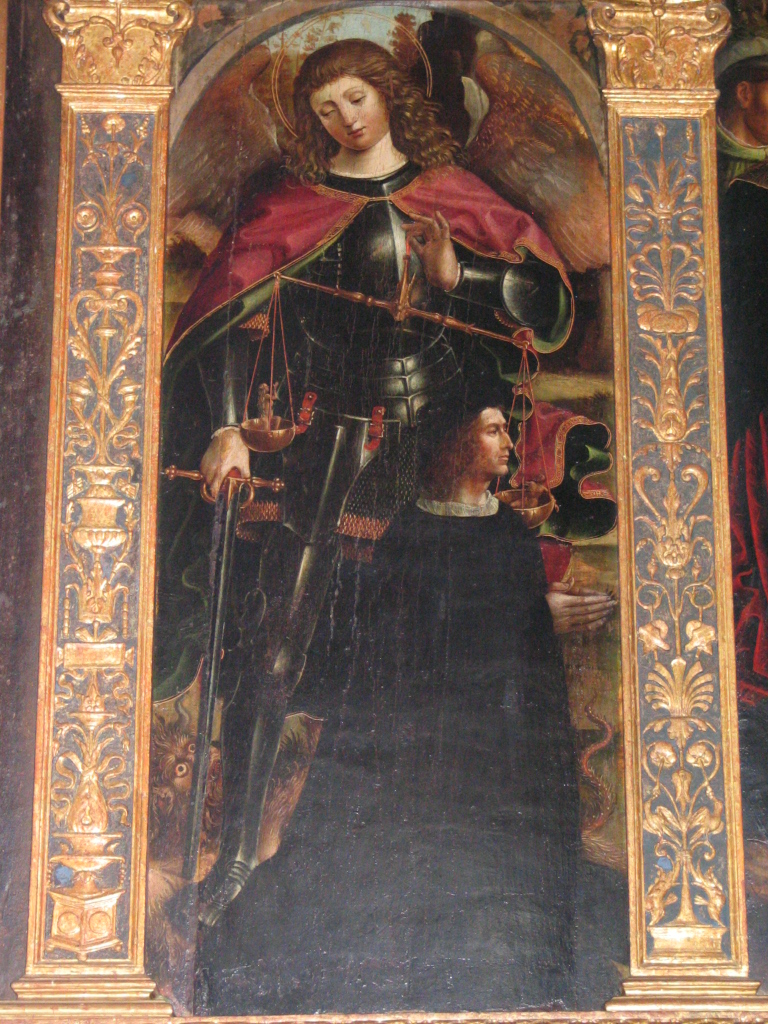
Pala di Gandolfino, l'adorazione dei Magi, particolare
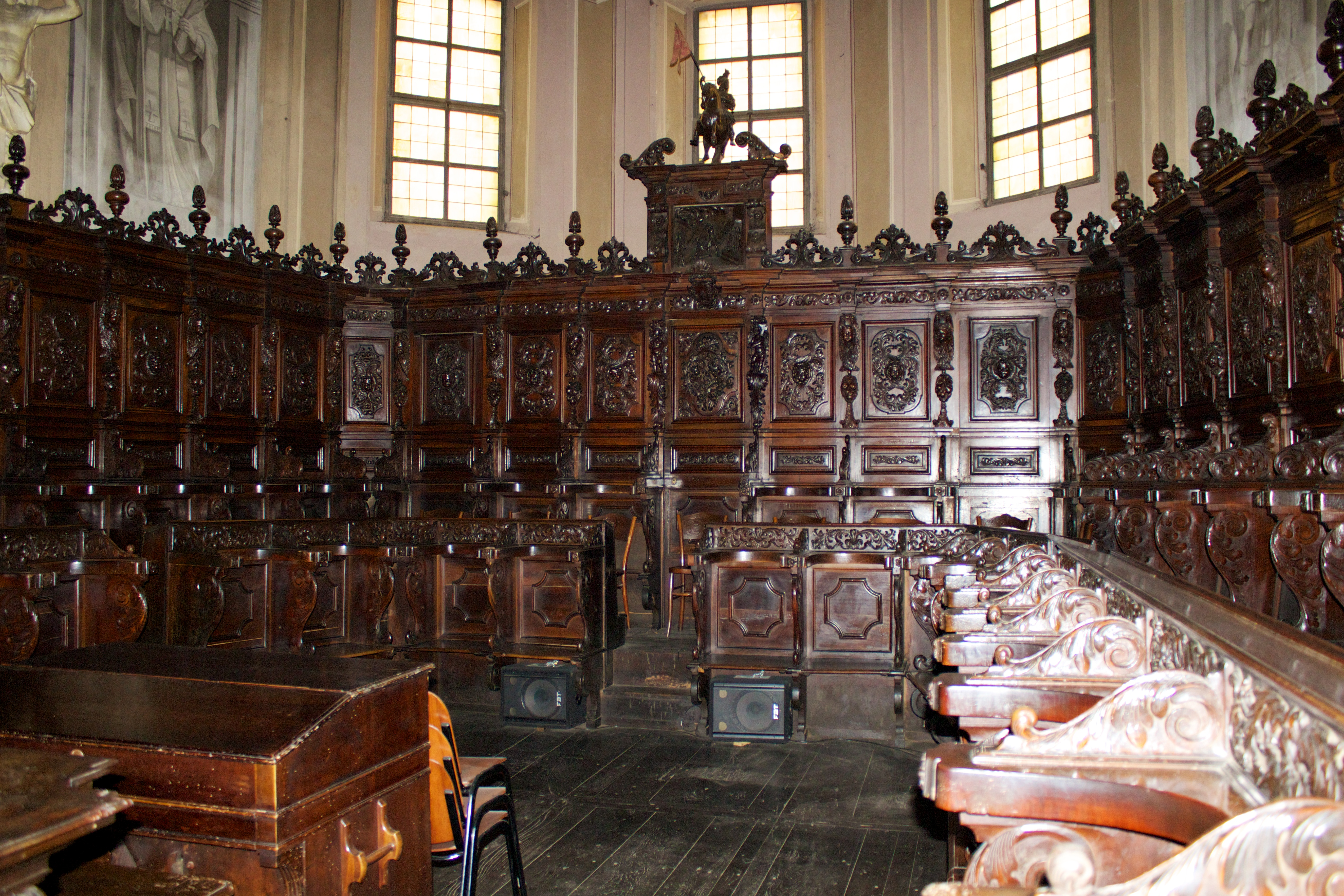
Il coro
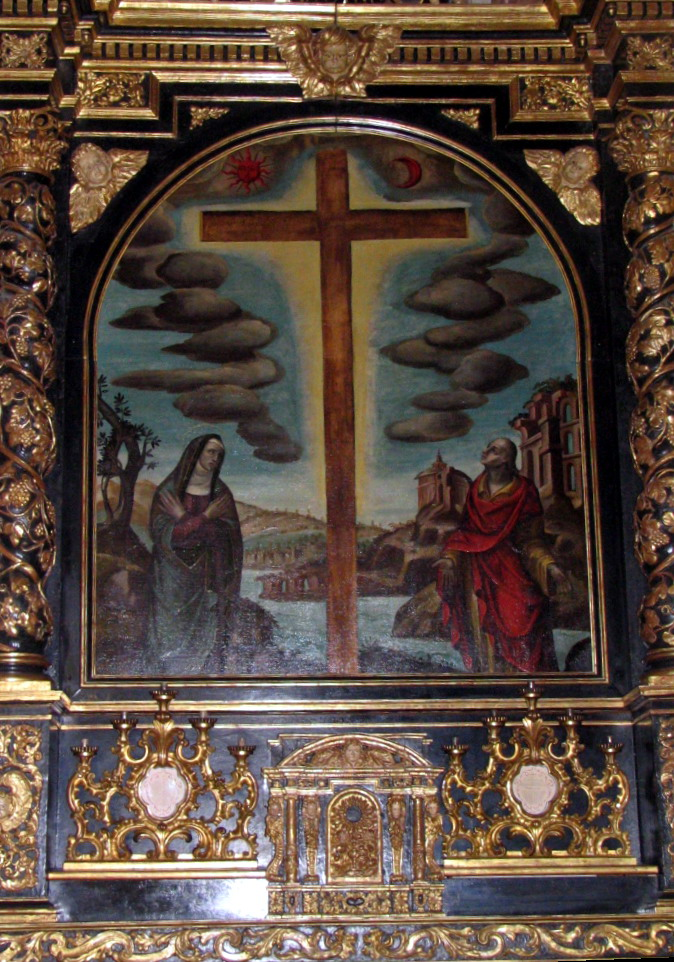
Cappella del Crocefisso
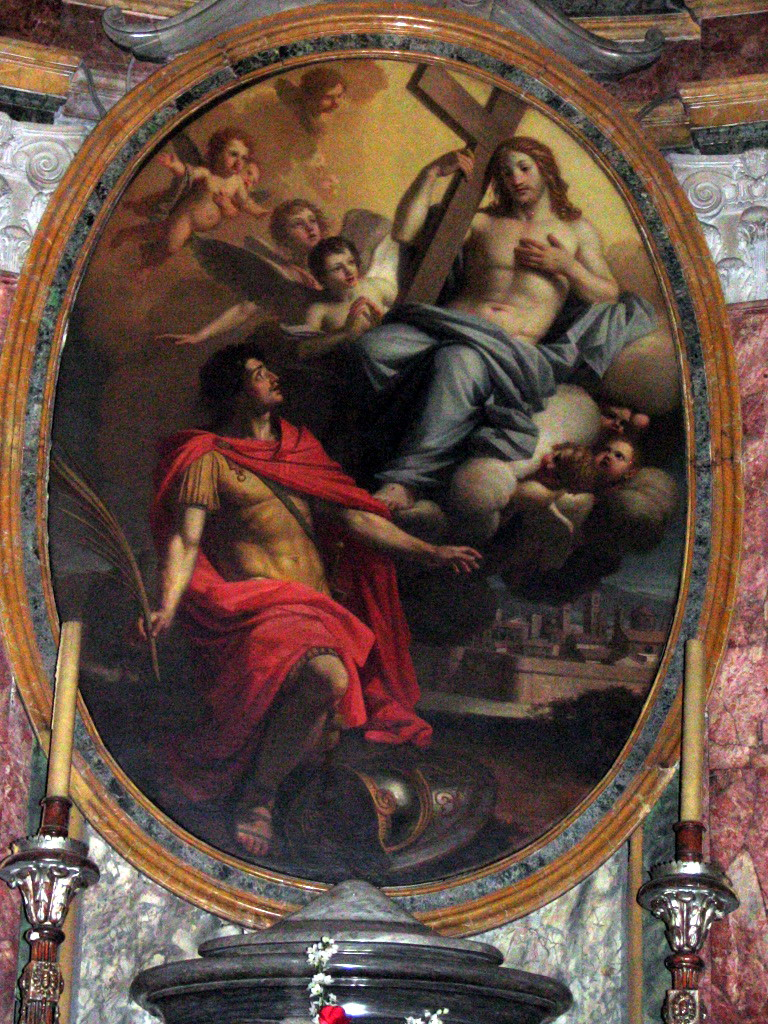
Cappella di San Secondo
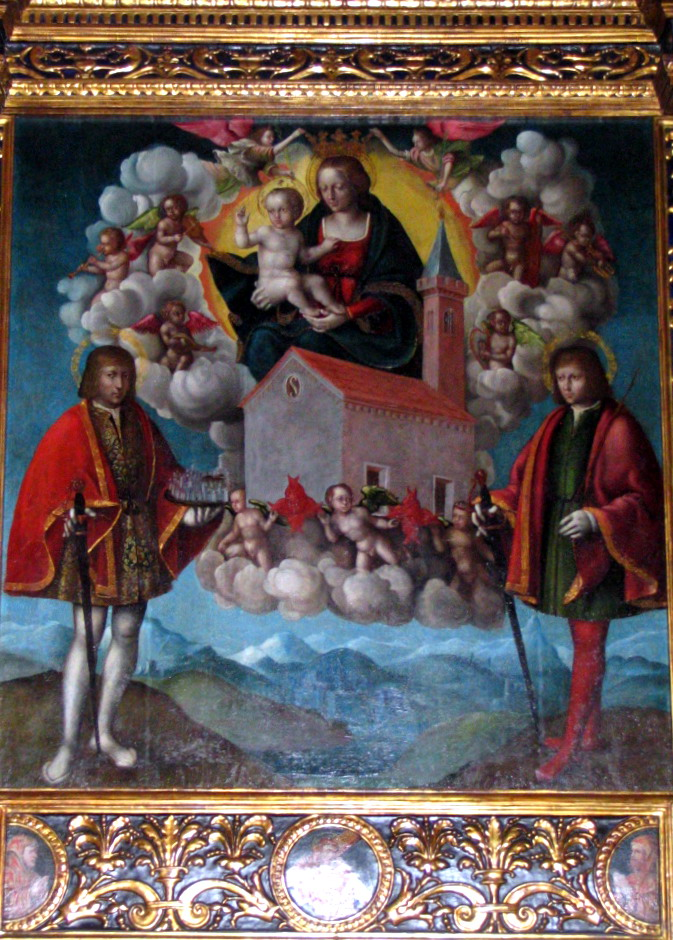
Madonna di Loreto, opera di Gandolfino
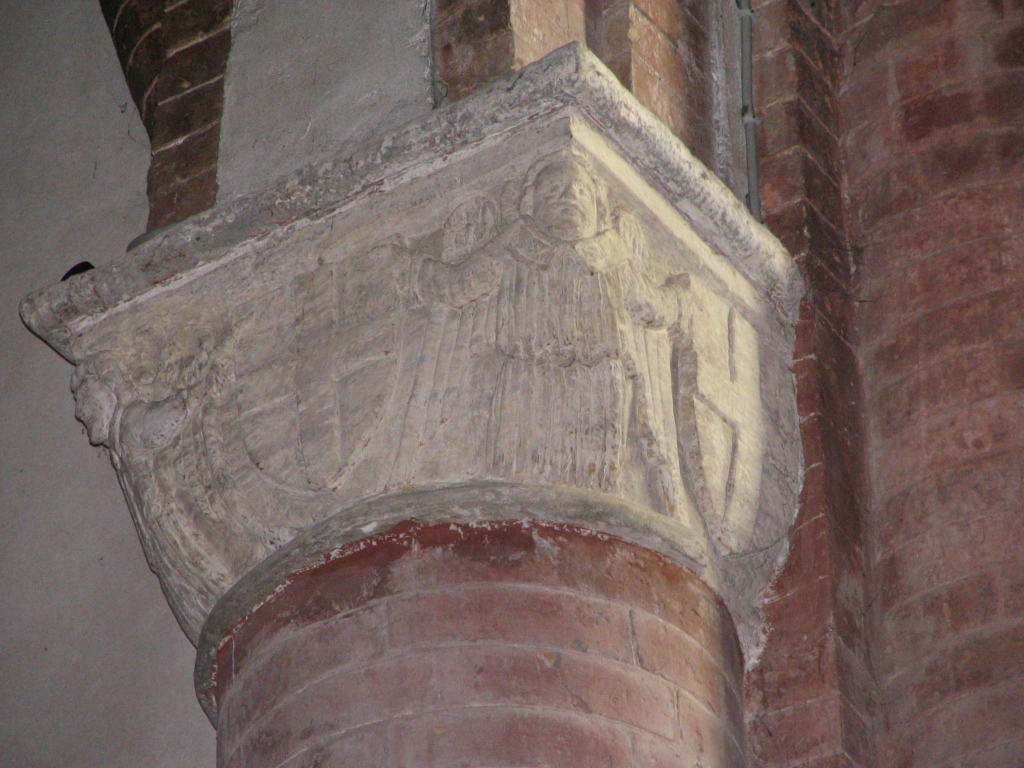
Capitello con stemma di Asti
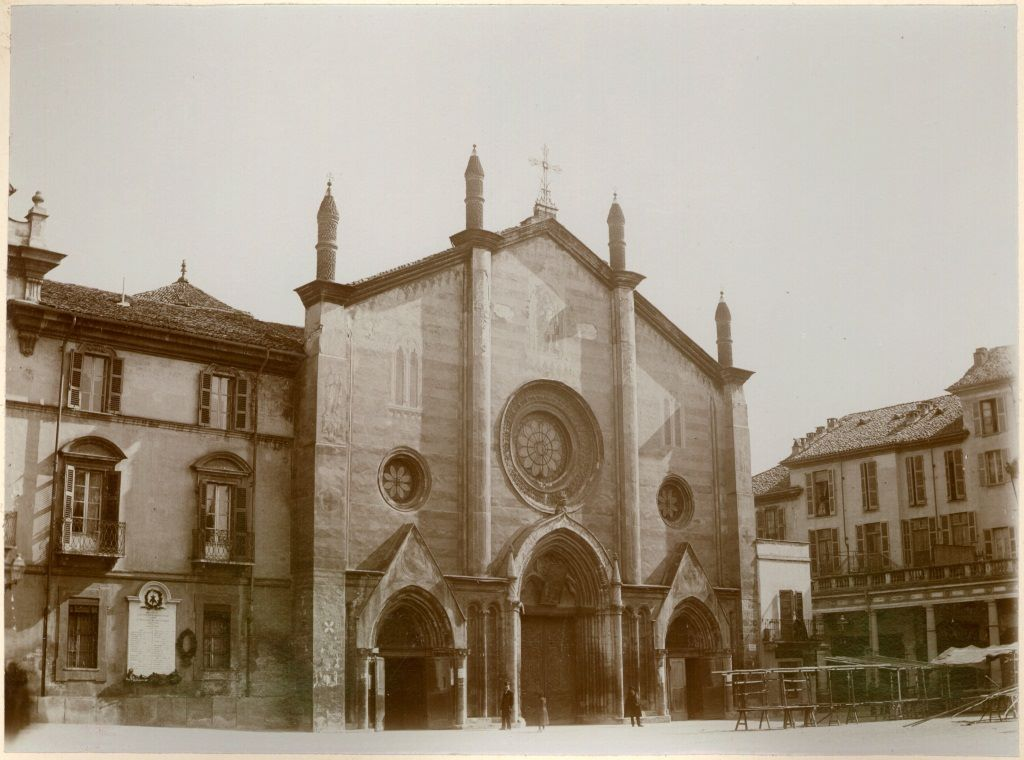
La chiesa in una foto di Mario Gabinio (fine '800-primi anni '900)